# Luciano Mordasini

Luciano Mordasini

Luciano Mordasini (* 1928; † 18. Mai 2014) war ein Schweizer Diplomat.

## Leben
Mordasini trat in den diplomatischen Dienst ein und wurde 1964 Mitarbeiter für Verwaltungsangelegenheiten im Aussenministerium, dem Eidgenössischen Politischen Departement (heute Eidgenössisches Departement für auswärtige Angelegenheiten), und war zwischen 1967 und 1969 Botschaftssekretär an der Botschaft in der Ungarischen Volksrepublik. Nach anderen Verwendungen war er von 1973 bis 1975 Botschaftsrat an der Botschaft in Mexiko und als solcher Ständiger Vertreter des Botschafters. Während dieser Zeit nahm er am 2. August 1974 als Geschäftsträger für den Bundesrat an der Amtseinführung des Präsidenten der Dominikanischen Republik Joaquín Balaguer teil.
Nach darauf folgenden weiteren Verwendungen wurde Mordasini am 1. Mai 1980 Botschafter in Peru und damit Nachfolger von Henri Béglé. In dieser Funktion blieb er bis zum 31. August 1984 und wurde dann durch Gérard Fonjallaz abgelöst. Er selbst übernahm am 26. Oktober 1984 als Nachfolger von Jean Cuendet den Posten als Botschafter in Ägypten und übte dieses Amt bis zum 22. Juli 1988 aus, woraufhin Claudio Caratsch sein dortiger Nachfolger wurde. Zuletzt wurde er am 1. September 1988 Nachfolger von Walter Rieser als Botschafter in Tunesien. Dieses Amt hatte er bis zu seinem Eintritt in den Ruhestand am 31. Januar 1993 inne und wurde dann durch Pierre Barraz abgelöst.

## Weblink
- Dokumente von und über Mordasini, Luciano in der Datenbank Dodis der Diplomatischen Dokumente der Schweiz